# Un pourri au paradis
Pour plus de détails, voir Fiche technique et Distribution.
Un pourri au paradis (My Blue Heaven) ou Mon coin de paradis au Québec est un film américain réalisé par Herbert Ross, en 1990.

## Synopsis
Un agent du FBI doit assurer la périlleuse mission d'assurer la protection d'un mafieux qui doit témoigner contre ses petits camarades. Mais ce dernier ne peut pas rester discret, facilitant la tâche aux tueurs lancés à ses trousses.

## Fiche technique
- Titre : Un pourri au paradis
- Titre québécois : Un coin de paradis
- Titre original : My Blue Heaven
- Réalisation : Herbert Ross
- Scénario : Nora Ephron
- Musique : Ira Newborn
- Photographie : John Bailey
- Montage : Robert M. Reitano et Stephen A. Rotter
- Production : Herbert Ross et Anthea Sylbert
- Société de production : Hawn / Sylbert Movie Company et Warner Bros.
- Société de distribution : Warner Bros. (États-Unis)
- Pays :  États-Unis
- Genre : Comédie policière
- Durée : 97 minutes
- Pays :  États-Unis
- Date de sortie : 
  -  États-Unis : 17 août 1990
  -  France : 21 décembre 1995 (vidéo)

## Distribution
- Steve Martin (VQ ; Jean-Marie Moncelet) : Vincent 'Vinnie' Antonelli
- Rick Moranis (VQ : Marc Bellier) : Barney Coopersmith
- Joan Cusack (VQ : Claudine Chatel) : Hannah Stubbs
- Melanie Mayron (VQ : Élizabeth Lesieur) : Crystal
- Bill Irwin : Kirby
- Carol Kane (VQ : Nicole Fontaine) : Shaldeen
- William Hickey (VQ : Luc Durand) : Billy Sparrow/Johnny Bird
- Deborah Rush : Linda
- Daniel Stern (VQ : Alain Zouvi) : Will Stubbs
- Jesse Bradford : Jamie
- Corey Carrier (VQ : Nicolas Pensa) : Tommie
- Seth Jaffe : Umberto Mello
- Robert Miranda : Lilo Mello
- Ed Lauter : Underwood
- Julie Bovasso : la mère de Vinnie
- Colleen Camp : Dr Margaret Snow Coopersmith
- Gordon Currie : Wally Bunting
- Raymond O'Connor : Dino
- Troy Evans : Nicky
- Carol Ann Susi : Filomena

Référence : Doublage Québec